# Ischnodora ugyeni
Ischnodora ugyeni är en skalbaggsart som beskrevs av Holzschuh 1989. Ischnodora ugyeni ingår i släktet Ischnodora och familjen långhorningar. Inga underarter finns listade i Catalogue of Life.